# Parque nacional de Tat Ton
El Parque nacional de Tat Ton (en tailandés, อุทยานแห่งชาติตาดโตน) es un área protegida del nordeste de Tailandia, en la Chaiyaphum. Se extiende por una superficie de 217,18 kilómetros cuadrados. Fue declarado parque nacional en diciembre de 1980, convirtiéndose en el 23.º parque nacional. El parque, ubicado en la cordillera de Laen Kha, presenta cascadas y paisaje pintoresco de montaña.
Recibe su nombre de la cascada de Tat Ton, su principal atracción turística con 6 m de alto y que recorre 50 m de una amplia terraza rocosa que se extiende 300 m a lo ancho.
Montañas como Khao Phu Khiao, Phu Klang y Phu Laenkha están cubiertos por bosques de árboles perennes secos y dipterocarpo caducifolio.